# Weimar Roldán
Weimar Alfonso Roldán Ortiz (* 17. Mai 1985 in Medellín) ist ein kolumbianischer Radrennfahrer.

## Sportlicher Werdegang
Auf der Straße wurde Roldán 2005 Panamerikameister im Einzelzeitfahren der U23-Klasse. Im Jahr darauf gewann er eine Etappe bei der U23-Austragung der Vuelta a Colombia. Bei der Vuelta a Venezuela gewann er eine Etappe und damit sein erstes internationales Radrennen der Eliteklasse. Nachdem er 2011 kolumbianischer Straßenmeister wurde, schloss er sich 2013 dem UCI Continental Team EPM-UNE an und gewann für diese Mannschaft eine Etappe der Tour do Rio und 2014 der Vuelta a Colombia. Im Jahr 2017 wechselte er zu Medellin-Inder und wurde Etappensieger der Vuelta a Asturias.
Auch im Bahnradsport ist Roldán erfolgreich. Er wurde 2010 Panamerikameister im Punktefahren und 2011 in der Mannschaftsverfolgung. Mit der kolumbianischen Mannschaft siegte er bei den  Panamerikaspielen in der Mannschaftsverfolgung. Außerdem gelangen ihm im Bahnrad-Weltcup zwei Laufsiege, 2009 in der Mannschaftsverfolgung und 2011 im Madison. 2014 gewann er das Punktefahren bei den Zentralamerika- und Karibikspielen.

## Erfolge

### Straße
2005
- Panamerikameister – Einzelzeitfahren (U23)

2006
- eine Etappe Vuelta a Colombia (U23)

2009
- Mannschaftszeitfahren Vuelta a Colombia
- eine Etappe Vuelta a Venezuela

2011
- Kolumbianischer Meister – Straßenrennen

2013
- eine Etappe Tour do Rio

2014
- eine Etappe und Mannschaftszeitfahren Vuelta a Colombia

2017
- eine Etappe Vuelta a Asturias

2018
- Punktewertung Vuelta Internacional Ciclista Michoacan

2019
- Mannschaftszeitfahren Tour of Qinghai Lake

### Bahn
2009
- Weltcup Cali – Mannschaftsverfolgung (mit Juan Esteban Arango, Arles Castro und Edwin Ávila)

2010
- Zentralamerika- und Karibikspiele – Mannschaftsverfolgung (mit Edwin Ávila, Arles Castro und Juan Pablo Suárez)
- Panamerikameister – Punktefahren
- Zentralamerika- und Karibikspiele – Madison (mit Carlos Ospina)

2011
- Panamerikameister – Mannschaftsverfolgung (mit Juan Esteban Arango, Edwin Ávila und Arles Castro)
- Panamerikaspiele – Mannschaftsverfolgung (mit Juan Esteban Arango, Edwin Ávila und Arles Castro)
- Weltcup Cali – Madison (mit Juan Esteban Arango)

2019
- Kolumbianischer Meister – Punktefahren